# Adalward
Adalward († 27. Oktober 933) war Bischof von Verden.
Er war der 14. der angeblichen, der 9. der wirklichen Reihe. Sein Antritt ist unsicher, 909 oder 910. Er stand in besonderem Ansehen bei König Heinrich I. und erschien öfter an dessen Hof, so etwa bei der Reichsversammlung in Worms 926. Adam von Bremen stellt ihm das Zeugnis einer ausgezeichneten Treue gegen den König und eines völlig untadelhaften Lebens aus, lobt auch seine Gelehrsamkeit. Unter den Wenden des Verdener Sprengels (Altmark und hannoverisch Wendland) ist er als Missionar tätig gewesen. Durch ihn kam sein Verwandter und Schüler Adaldag, später Erzbischof von Hamburg, an den königlichen Hof.